# ماريا لويبور
ماريا لويبور (بالسيريلية الصربية: Марија Лојпур) مواليد 10 أغسطس 1983 في كراغوييفاتس، جمهورية يوغوسلافيا الاشتراكية الاتحادية، هي لاعبة كرة يد صربية تلعب كمحور. حققت المركز الثاني في بطولة العالم لكرة اليد للسيدات 2013.

## سجل المنافسة
شاركت في البطولات التالية:
- بطولة العالم لكرة اليد للسيدات 2013
- بطولة أوروبا لكرة اليد للسيدات 2014

## الميداليات
| الميدالية | المسابقة                            |
| --------- | ----------------------------------- |
| فضية      | بطولة العالم لكرة اليد للسيدات 2013 |
| فضية      | ألعاب البحر الأبيض المتوسط 2005     |

## روابط خارجية
- ماريا لويبور على موقع الاتحاد الأوروبي لكرة اليد (الإنجليزية)